# عزف منفرد (فلم)
عزف منفرد هو فيلمٌ سوريٌ أُنتج عام 2018، ألفه وأخرجه المخرج عبد اللطيف عبد الحميد.

## قصة الفيلم
طلال السكري (فادي صبيح) عازف كونترباص عاطل عن العمل نتيجة تشتت الفرقة الموسيقية التي كان يعمل بها بسبب ظروف الحرب في سوريا. يكتشف في دورة المياه رجلاً غير قادر على التبول، وعندما يسعفه يكتشف في المستشفى أن لديه تضخماً في غدة البروستات، وأن يحتاج عملية قسطرة، وتكلفتها كبيرة. لذلك يطلب طلال من زوجته سوسن (رنا شميس) أن تبيع عقدها لعلاج المريض، وتوافق الزوجة رغم رفض ابنها ماجد (ورد عجيب).
يتضح أن هذا الشخص، واسمه إبراهيم سلطانة (جرجس جبارة)، هو أحد مهجري الحرب، كما أن زوجته تركته لعدم قدرته على الإنجاب، ويقوم طلال باستضافته في بيته، وتوافق زوجته على ذلك، لكن ابنه يرفض وجوده في البيت، ولذلك يقوم إبراهيم سلطانة بترك منزل طلال أثناء غيابه، هرباً من ماجد ابن طلال الذي ضاق به ذرعاً منذ البداية، ويذهب إلى غرفته الصغيرة فوق أحد أسطح عمارات دمشق.
يحصل طلال على وظيفة عازف في مطعمٍ بمساعدة سمير (كرم الشعراني) قريب زوجته، لكن جمهور المطعم لا يحب عزفه المنفرد، فيستعين بصديق قديم كعازف للطبل، ثم تنضم إليهم رنا (أمل عرفة) كعازفة للكمان، وهي حبيبة طلال السابقة، فتتحسن شعبية المطعم.
يكشف طلال لزوجته سوسن عن لقاءه بحبيبته السابقة، وتشترك سوسن بالغناء بشكل طريف مع العازفين الثلاثة في إحدى حفلات المطعم!
يذهب إبراهيم سلطانة باحثاً عن ممتلكاته في بيته الواقع في مدينة لا تزال موقعاً للمعارك بين الجيش السوري، وبين إحدى الميليشيات، وتقبض عليه تلك الميليشيا التي يقودها أبو غضب (بيدورس برصوميان)، وتطلب من طلال فدية لإطلاق سراحه.
يقرر كل طلال بمساعدة كل من زوجته رنا، وحبيبته السابقة رنا، أن يجمعوا ما يستطيعون من مال لإنقاذ إبراهيم، تأكيداً منهم على رفض السلبية، ومساعدة أفراد الشعب لبعضهم البعض.

## شخصيات الفيلم
| - فادي صبيح في دور طلال السكري. - رنا شميس في دور سوسن، زوجة طلال. - ورد عجيب في دور ماجد، ابن طلال. - كرم الشعراني في دور سمير، ابن عمة سوسن. - جرجس جبارة في دور إبراهيم سلطانة. | - أمل عرفة في دور رنا. - أميرة خطاب في دور أم رنا. - عبد الرحمن قويدر في دور منير، صاحب المطعم. - بيدورس برصوميان في دور أبو غضب، قائد ميليشيا. |

## إنتاج الفيلم
ألف الفيلم وأخرجه المخرج عبد اللطيف عبد الحميد، وقام ببطولته كلٌ من: فادي صبيح، وجرجس جبارة، أمل عرفة، ورنا شميس، وكرم الشعراني، وبيدروس برصوميان، وعبد الرحمن قويدر، وفايز أبو شكر، والممثل الشاب ورد عجيب.
بدأ التحضيرات لتصوير الفيلم في فبراير 2018، وهو من إنتاج المؤسسة العامة للسينما.
وضح المخرج أن أحداث الفيلم تدور في عام 2013 إبان الحرب السورية.
وقد عُرض الفيلم في مهرجان الرباط الدولي لسينما المؤلف، في دورته الثالثة والعشرين (نوفمبر 2018)، وفاز فيه بجائزة الجمهور.